# Карпинето-делла-Нора
Карпинето-делла-Нора (итал. Carpineto della Nora) — коммуна в Италии, расположена в регионе Абруццо, подчиняется административному центру Пескара.
Население составляет 733 человека, плотность населения составляет 32 чел./км². Занимает площадь 23 км². Почтовый индекс — 65010. Телефонный код — 085.
Покровителем коммуны почитается святой апостол Варфоломей, празднование 24 августа.